# Женщин обижать не рекомендуется
«Женщин обижать не рекомендуется» — российский художественный фильм 1999 года. 

## Сюжет
Главная героиня — школьная учительница. Её отец, крупный бизнесмен, много лет назад оставивший её мать, внезапно погибает в результате автомобильной аварии. Неожиданно выясняется, что дело своей жизни — крупную судоходную компанию — он завещал дочери. Это нравится далеко не всем коллегам отца, а его конкуренты надеются прибрать компанию к рукам, пользуясь неопытностью новой владелицы, но она решительно берётся за дело.
Повествование ведётся от лица человека, с юности безответно влюблённого в героиню и работающего в доставшейся ей компании.

## В ролях
- Вера Глаголева — Вера Ивановна Кириллова
- Максим Суханов — Саша-«Будильник» (Александр Петрович), заместитель Веры
- Галина Польских — Настя, секретарь
- Александр Пороховщиков — Шахов, конкурент Веры
- Валерий Гаркалин — Рапопорт, скрипач
- Владимир Зельдин — Идкинд, английский бизнесмен
- Николай Чиндяйкин — адвокат
- Андрей Егоров — Иван
- Валентина Титова — мать Веры
- Юрий Стосков — Иван Кириллов, отец Веры
- Александр Потапов — дядя Сеня
- Вячеслав Шалевич — адмирал
- Анатолий Горячев — Бессонов
- Роман Мадянов — Ржавичев
- Ирина Феофанова — юристка
- Мария Машкова — Анюта
- Семён Мохов — Саша-младший
- Андрей Панин — директор школы
- Лариса Полякова
- Елена Финогеева
- Михаил Слесарев
- Александр Карпов
- Игорь Кашинцев
- Леонид Абрамов
- Светлана Полетаева
- Сергей Степанченко
- Никлас Линдквист
- Роман Тикка
- Исмо Ряяви
- Ваня Соловьёв
- Нигина Ахадова
- Владислав Ветров

## Съёмочная группа
- Автор сценария: Валентин Черных
- Режиссёр: Валерий Ахадов
- Оператор: Валентин Пиганов
- Художник: Вячеслав Виданов
- Композитор: Марк Минков
- Продюсеры: Игорь Толстунов, Евгений Голынский, Сергей Козлов

Песня «Ветер любви» в исполнении Лады Марис.